# M103 (天体)
座標:  01h 33m 23.0s, +60° 39′ 00″
M103（NGC 581、Melotte 8）は、カシオペヤ座にある散開星団である。

## 概要
メシエ自身の手で編纂されたメシエカタログはこのM103までであった。1783年に出版されたカタログには当初M100までをまとめる予定であったが、出版までの間に発見されたM101からM103を急遽カタログに追加した。
双眼鏡で存在が明らかとなるが数個の星が微かにわかる程度である。口径8cmの望遠鏡で星雲状に見えてくる。微星を見るには最低口径10cmの望遠鏡を必要とする。10cm屈折でマラスは「壮観。矢の頭のようだ」と表現している。赤色星とStruve131を結ぶ線が矢の頭をつくっているように見える。右の写真では赤色星は写真の上の方にある星で（あまり赤く写っていない）、Struve131はさらのその上にある。
M103の周辺には同じような星の集まりが多数あり、しっかり位置を確認していないと間違いやすい。δとεの間に多数の散開星団があり、特に最大の星団であるNGC 663は光度もあり星数も多く、M103よりも星団らしい星団である。こちらは双眼鏡でも容易に観測でき、メシエ天体を紹介した書籍やポスターなどでも、よく間違えて記載されることがある。

## 観測史
1781年にメシャンが発見した。メシャンは「カシオペアの足のδとεの間にある星団」と記している。ジョン・ハーシェルは「明るくかなり大きい」とした。スミスは「均整がとれ重星があり、Struve131は黄と青の一対。位置角141°、角距離14.4" (1832年) 。扇形で北後続の部分で星がはっきり分岐する。きわめて多くの星の流れが見える。四方に枝分かれし、主な枝の星の光度は7～9等程度。明るい8等の赤い星が南に続く」とした。ウェッブは「δのわずか1°北。視野は美しくStruve131と赤色星をふくむ」とした。